# Lipník nad Bečvou
Lipník nad Bečvou (in tedesco: Leipnik) è una città della Repubblica Ceca facente parte del distretto di Přerov, nella regione di Olomouc. Le città maggiori più vicine sono Přerov e Hranice na Moravě, poste a circa dieci-dodici chilometri di distanza.